# CTCSS

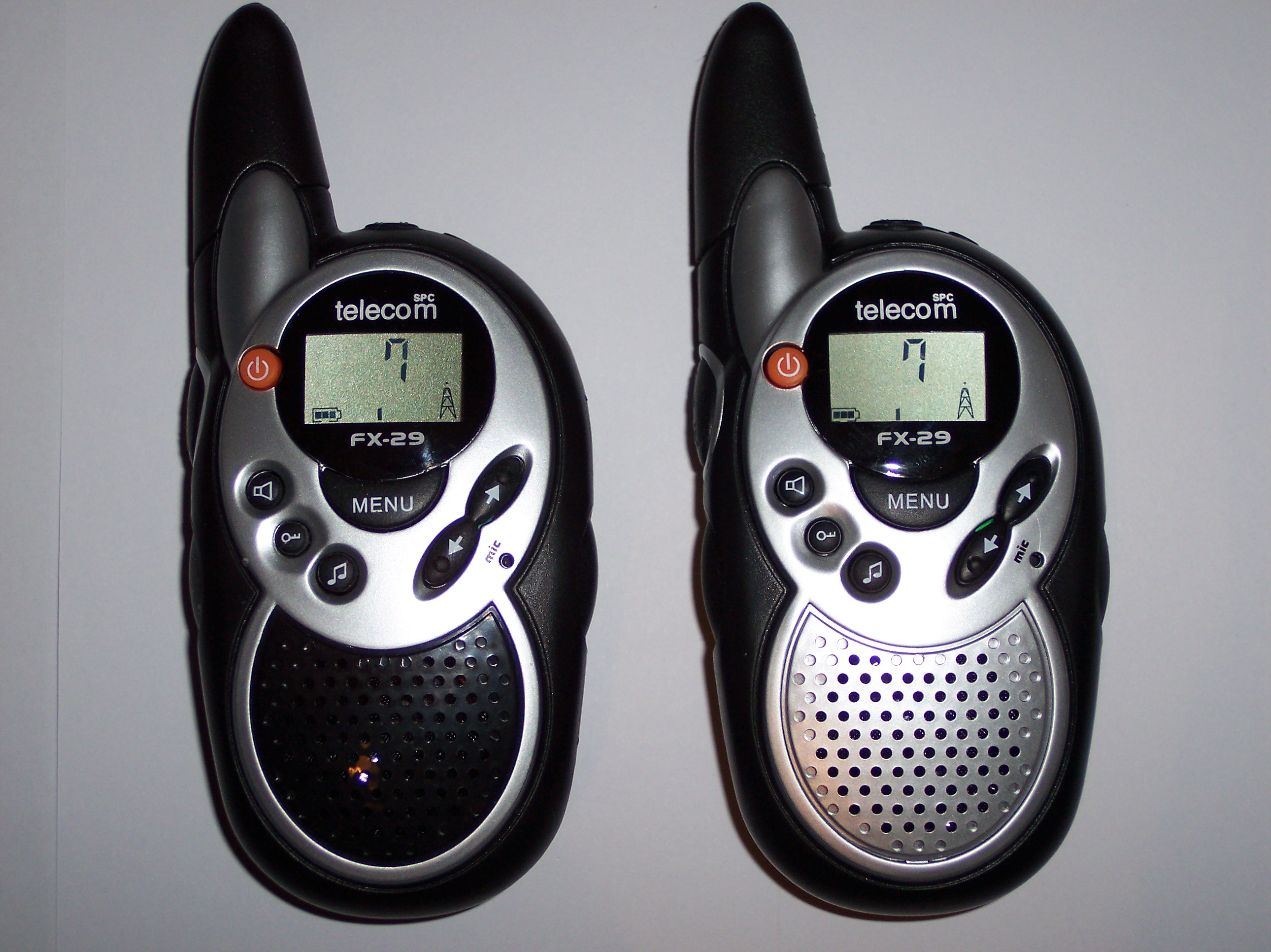
Dispositius PMR 446 amb CTCSS

En radiocomunicacions, el CTCSS, abreviatura de Continuous Tone Code Squelch System, és un sistema de recepció selectiva que s'utilitza en determinats transceptors per reduir les interferències d'altres usuaris que comparteixen la mateixa freqüència de ràdio. No s'ha de confondre amb els sistemes de trucada selectiva.

## Funcionament
En transmetre, l'emissor emet simultàniament el senyal de veu útil i un to inaudible triat en una banda de freqüència entre 67 i 254 Hz. En la recepció, només els receptors programats per reaccionar al to escollit durant la transmissió desbloquegen el seu altaveu, els altres romanen en silenci. Quan diverses xarxes comparteixen la mateixa radiofreqüència, s'evita la interferència per comunicacions que no utilitzen CTCSS o utilitzen tons de freqüències diferents.

### Cancel·lació de soroll codificada digitalment
CTCSS és un sistema analògic. Un posterior sistema de cancel·lació de soroll codificat digitalment (DCS) va ser desenvolupat per Motorola amb el nom de Digital Private Line (DPL). General Electric va respondre introduint el mateix sistema sota el nom de Digital Channel Guard (DCG). El nom comú era CDCSS (Continuous Digital Coded Continuous Squelch System). DCS es va desenvolupar a mesura que s'alliberaven les ràdios digitals perquè la tecnologia pogués ser utilitzada en els aparells digitals. L'ús de la reducció de soroll digital en un canal que ja disposa d'usuaris de reducció de soroll codificat per tons impedeix l'ús de tons de 131,8 i 136,5 Hz, perquè la velocitat de bits digital és de 134,4 bits per segon i els decodificadors sintonitzats amb aquests dos tons recolliran un senyal intermitent (anomenat en el camp de ràdio bidireccional "manipulació del decodificador").

## Especificacions tècniques
El principi de CTCSS és l'enviament d'un to inaudible durant tota la transmissió i la detecció d'aquest to en la recepció. Hi ha una cinquantena de freqüències CTCSS disponibles.
| N° AIE | to en Hz | PL Code | N° AIE | to en Hz | PL Code |
| 1      | 67,0     | XZ      | 20     | 131,8    | 3B      |
| 2      | 71,9     | XA      | 21     | 136,5    | 4Z      |
| 3      | 74,4     | WA      | 22     | 141,3    | 4A      |
| 4      | 77,0     | XB      | 23     | 146,2    | 4B      |
| 5      | 79,7     | WB      | 24     | 151,4    | 5Z      |
| 6      | 82,5     | YZ      | 25     | 156,7    | 5A      |
| 7      | 85,4     | YA      | 26     | 162,2    | 5B      |
| 8      | 88,5     | YB      | 27     | 167,9    | 6Z      |
| 9      | 91,5     | ZZ      | 28     | 173,8    | 6A      |
| 10     | 94,8     | ZA      | 29     | 179,9    | 6B      |
| 11     | 97,4     | ZB      | 30     | 186,2    | 7Z      |
| 12     | 100,0    | 1Z      | 31     | 192,8    | 7A      |
| 13     | 103,5    | 1A      | 32     | 203,5    | M1      |
| 14     | 107,2    | 1B      | 33     | 210,7    | M2      |
| 15     | 110,9    | 2Z      | 34     | 218,1    | M3      |
| 16     | 114,8    | 2A      | 35     | 225,7    | M4      |
| 17     | 118,8    | 2B      | 36     | 233,6    | M5      |
| 18     | 123,0    | 3Z      | 37     | 241,8    | M6      |
| 19     | 127,3    | 3A      | 38     | 250,3    | M7      |

| 67,0 Hz  | 69,3 Hz  | 71,9 Hz  | 74,4 Hz  | 77,0 Hz  | 79,7 Hz  | 82,5 Hz  | 85,4 Hz  | 88,5 Hz  | 91,5 Hz  |
| 94,8 Hz  | 97,4 Hz  | 100,0 Hz | 103,5 Hz | 107,2 Hz | 110,9 Hz | 114,8 Hz | 118,8 Hz | 123,0 Hz | 127,3 Hz |
| 131,8 Hz | 136,5 Hz | 141,3 Hz | 146,2 Hz | 151,4 Hz | 156,7 Hz | 159,8 Hz | 162,2 Hz | 165,5 Hz | 167,9 Hz |
| 171,3 Hz | 173,8 Hz | 177,3 Hz | 179,9 Hz | 183,5 Hz | 186,2 Hz | 189,9 Hz | 192,8 Hz | 196,6 Hz | 199,5 Hz |
| 203,5 Hz | 206,5 Hz | 210,7 Hz | 218,1 Hz | 225,7 Hz | 229,1 Hz | 233,6 Hz | 241,8 Hz | 250,3 Hz | 254,1 Hz |

Els 38 tons per AIE estan en negreta.

## Interès
Aquest sistema és utilitzat, entre d'altres, pels dispositius que utilitzen l'estàndard PMR446. El procés és més efectiu que el simple silenciador (també anomenat squelch ) que es troba habitualment en tots els transceptors que funcionen en FM. Permet dividir artificialment els canals en subcanals i així reduir el malestar entre els usuaris. Tanmateix, el sistema CTCSS no millora la disponibilitat del recurs de ràdio. Simplement impedeix escoltar converses d'usuaris que han triat un altre subcanal.